# 佩尼基 (乌克兰)
佩尼基是位於烏克蘭西部的村莊，由赫梅利尼茨基州裡赫梅利尼茨基區的舊康斯坦丁尼夫市鎮負責管轄。該村面積1.8平方公里，海拔高度280米，2001年人口517，人口密度每平方公里286.7人。